# Dienstgrade der Feuerwehr in Baden-Württemberg
In den Jahren 2011 und 2012 wurde im Rahmen einer Arbeitsgruppe, bestehend u. a. aus Vertretern des Innenministeriums sowie des Landesfeuerwehrverbands, sowohl das bisherige Konzept der Dienstgrade der Freiwilligen Feuerwehren als auch der Dienstgradabzeichen in Baden-Württemberg überarbeitet. Es gab zu diesem Zeitpunkt zwei Problemfelder: Die Verwaltungsvorschrift, welche die Dienstgrade und Dienstgradabzeichen der Freiwilligen Feuerwehren regelte, trat bereits 2006 ersatzlos außer Kraft. Danach gab es nur noch eine Empfehlung. Die Abzeichen der Berufsfeuerwehren waren schon seit langer Zeit nicht mehr einheitlich. Zudem wurden auch vom Landesfeuerwehrverband für die Funktionsträger eigene Abzeichen ausgegeben. Die Arbeitsgruppe hatte unter anderem den Auftrag, eine Vereinheitlichung des Erscheinungsbildes zu bewirken. Außerdem musste die Uniform den zeitgemäßen Anforderungen entsprechen. Die bislang verwendete Uniform wurde ursprünglich als Einsatzkleidung nach dem Zweiten Weltkrieg eingeführt, wird aufgrund der geringen Schutzwirkung jedoch schon seit längerer Zeit nicht mehr zu diesem Zweck verwendet. Die Uniform dient heute ausschließlich repräsentativen Zwecken und sollte daher im Erscheinungsbild angepasst werden.
Am 1. Oktober 2013 trat die neue Verwaltungsvorschrift für das Land Baden-Württemberg in Kraft. Alle anderen (auch nicht veröffentlichte) Erlässe und Regelungen zum Thema treten außer Kraft.
Die bisher verwendeten Uniformen können weiterhin getragen werden.
Da sowohl mit dem Gesetz über die Anpassung von Dienst- und Versorgungsbezügen in Baden-Württemberg 2022 und zur Änderung dienstrechtlicher Vorschriften (BVAnp-ÄG 2022) Änderungen an den Besoldungen und zwei Amtsbezeichnungen im mittleren feuerwehrtechnischen Dienst vorgenommen wurden und der Dienstgrad des Brandinspektors abgeschafft wurde, als auch die Verwaltungsvorschrift aus dem Jahr 2013 bereits am 30. September 2020 ersatzlos außer Kraft getreten war, wurde am 27. September 2022 eine neue Verwaltungsvorschrift verabschiedet, die am 1. Oktober 2022 in Kraft trat. In dieser Vorschrift wurden auch Änderungen an Dienstgrad- und Funktionsabzeichen vorgenommen. Beispielsweise trägt der Landesbranddirektor ab Inkrafttreten der neuen Vorschrift einen Funktionsstern mehr. Ferner wurden die Eingangsämter entsprechend angepasst. Damit ging auch eine Änderung der Anwärterbezeichnungen einher. Im mittleren feuerwehrtechnischen Dienst lautet diese seither Oberbrandmeisteranwärter und im gehobenen feuerwehrtechnischen Dienst Brandamtmannanwärter.

## Dienstgradabzeichen nach der Verwaltungsvorschrift Feuerwehrbekleidung
Die neue Verwaltungsvorschrift beschreibt folgende Komponenten der Dienstbekleidung:
- Uniform (für repräsentative Anlässe, Hemdfarbe einheitlich weiß)
- Arbeitsanzug (für sonstige dienstliche Anlässe)

Dabei wurden auch die Dienstgradabzeichen komplett überarbeitet. Freiwillige und hauptamtliche Kräfte sowie die feuerwehrtechnischen Beamten der Berufsfeuerwehren und der Behörden erhielten in Art und Form einheitliche Dienstgradabzeichen. Die Dienstgradabzeichen werden dabei nicht mehr an den Ober- bzw. Unterärmeln getragen, sondern einheitlich als Schulterklappen. Die Dienstgradabzeichen orientieren sich optisch, sowie in der Systematik der Rangordnung, an denen der Polizei, um eine Vergleichbarkeit zu ermöglichen. Außerdem erhalten die verschiedenen Funktionsträger und Fachberater eigene Abzeichen. Daher werden die bisher verwendeten, in Deutschland bislang einmaligen, Dienstgrad-Schwingen sowie auch die Dienstgrad-Litzen aufgegeben. Die Dienstgrad-Schwingen wurden nach dem Zweiten Weltkrieg von den Amerikanern übernommen.
Am 20. Oktober 2012 wurde an der Landesfeuerwehrverbandsversammlung in Breisach das endgültige Konzept der Öffentlichkeit vorgestellt. Die überarbeitete Verwaltungsvorschrift Dienstkleidung trat am 1. Oktober 2013 in Kraft, bis April 2013 befand sie sich im Verbandsanhörungsverfahren.
Weil bei vielen Freiwilligen Feuerwehren ein teurer Umrüstprozess auf die neuen Uniformen nicht sofort durchgeführt werden kann, erlaubt die Verwaltungsvorschrift das Tragen der alten Uniformen bis zu ihrem Außerkrafttreten am 30. September 2020 uneingeschränkt. Auch die neue Verwaltungsvorschrift vom 1. Oktober 2022 enthält diese Übergangsregelung. Sie tritt am 30. September 2029 außer Kraft. Für die Freiwilligen Feuerwehren sind daher die alten Dienstgradabzeichen zusätzlich aufgeführt.

### Freiwillige Feuerwehr
(Quelle: )
| Dienstgrad                                                 | Abzeichen nach neuer VwV    | Abzeichen nach alter Empfehlung | Vorausgesetzte Ausbildung oder Dienststellung | Mützenkordel/Uniformknöpfe                            |
| ---------------------------------------------------------- | --------------------------- | ------------------------------- | --- | ----------------------------------------------------- |
| Feuerwehrmann / Feuerwehrfrau in Probezeit                 | Feuerwehrmann in Probezeit  | Kein Abzeichen                  | Feuerwehrangehörige nach Aufnahme in die Feuerwehr | aluminiumfarbig-karmesinrot gestreift/aluminiumfarbig |
| Feuerwehrmann / Feuerwehrfrau                              | Feuerwehrmann               | Feuerwehrmann                   | Beendigung der Probezeit und Truppmannausbildung Teil 1 oder feuerwehrspezifische Grundausbildung nach § 6 FwG für Musiker | aluminiumfarbig-karmesinrot gestreift/aluminiumfarbig |
| Oberfeuerwehrmann / Oberfeuerwehrfrau                      | Oberfeuerwehrmann           | Oberfeuerwehrmann               | mindestens 10 Jahre Feuerwehrmann/-frau oder mindestens 3 Jahre Feuerwehrmann/-frau sowie abgeschlossene Truppmannausbildung Teil 2 und mindestens einen der nachfolgenden Lehrgänge: - Maschinisten - Atemschutzgeräteträger - Sprechfunker - Feuerwehrmusik D2-Lehrgang | aluminiumfarbig-karmesinrot gestreift/aluminiumfarbig |
| Hauptfeuerwehrmann / Hauptfeuerwehrfrau                    | Hauptfeuerwehrmann          | Hauptfeuerwehrmann              | mindestens 10 Jahre Oberfeuerwehrmann/-frau oder mindestens 5 Jahre Oberfeuerwehrmann/-frau sowie abgeschlossene Ausbildung Truppführer oder Feuerwehrmusik D3-Lehrgang | aluminiumfarbig-karmesinrot gestreift/aluminiumfarbig |
| Löschmeister / Löschmeisterin                              | Löschmeister                | Löschmeister                    | Lehrgang Gruppenführer oder Feuerwehrmusik C1-Lehrgang | aluminiumfarbig-karmesinrot gestreift/aluminiumfarbig |
| Oberlöschmeister / Oberlöschmeisterin                      | Oberlöschmeister            | Oberlöschmeister                | mindestens 5 Jahre Löschmeister/-in (bis zum 30.11.2022:mindestens 10 Jahre Löschmeister/-in oder mindestens 5 Jahre Löschmeister/-in und mindestens einen der nachfolgenden Lehrgänge: - Ausbilder für Atemschutzgeräteträger - Ausbilder für Maschinisten - Ausbilder für Truppmannausbildung Teil 1 und Truppführer - Ausbilder für Sprechfunker - Ausbilder für Jugendgruppenleiter - Jugendfeuerwehrwart - Feuerwehrmusik C2-Lehrgang) | aluminiumfarbig-karmesinrot gestreift/aluminiumfarbig |
| Hauptlöschmeister / Hauptlöschmeisterin                    | Hauptlöschmeister           | Hauptlöschmeister               | mindestens 5 Jahre Oberlöschmeister/-in | aluminiumfarbig-karmesinrot gestreift/aluminiumfarbig |
| Brandmeister / Brandmeisterin                              | Brandmeister                | Brandmeister                    | Zugführerlehrgang oder Leiter einer Musikabteilung oder Stabführer, wenn die entsprechenden Lehrgänge an der Landesfeuerwehrschule und die feuerwehrspezifische Grundausbildung nach § 6 FwG für Musiker absolviert wurden Höchster Dienstgrad für stellvertretenden Abteilungskommandant in einem Ortsteil mit bis zu 15.000 Einwohnern | aluminiumfarbig/aluminiumfarbig                       |
| Oberbrandmeister / Oberbrandmeisterin                      | Oberbrandmeister            | Oberbrandmeister                | mindestens 5 Jahre Brandmeister/-in aber nur, sofern der für den Feuerwehr- oder Abteilungskommandanten vorgesehene höchste Dienstgrad mindestens Hauptbrandmeister/-in ist (bis zum 30.11.2022:mindestens 10 Jahre Brandmeister/-in oder mindestens 5 Jahre Brandmeister/-in und Lehrgang Verbandsführer.) Höchster Dienstgrad für: - stellvertretenden Feuerwehrkommandanten einer Gemeinde mit bis zu 15.000 Einwohnern, - Abteilungskommandant in einem Ortsteil mit bis zu 15.000 Einwohnern, - stellvertretenden Abteilungskommandant in einem Ortsteil mit mehr als 15.000 Einwohnern | aluminiumfarbig/aluminiumfarbig                       |
| Hauptbrandmeister / Hauptbrandmeisterin                    | Hauptbrandmeister           | Hauptbrandmeister               | mindestens 5 Jahre Oberbrandmeister/-in, sofern der für den Feuerwehr- oder Abteilungskommandant vorgesehene höchste Dienstgrad mindestens Leitender Hauptbrandmeister/-in ist (bis zum 30.11.2022:mindestens 10 Jahre Oberbrandmeister/-in.) Höchster Dienstgrad für: - Feuerwehrkommandanten einer Gemeinde mit bis zu 15.000 Einwohnern, - stellvertretenden Feuerwehrkommandanten in einer Gemeinde mit mehr als 15.000 Einwohnern, - Abteilungskommandanten in einem Ortsteil mit mehr als 15.000 Einwohnern                                                                            | aluminiumfarbig/aluminiumfarbig                       |
| Leitender Hauptbrandmeister / Leitende Hauptbrandmeisterin | Leitender Hauptbrandmeister | Leitender Hauptbrandmeister     | Feuerwehrkommandant in einer Gemeinde mit mehr als 15.000 Einwohnern | aluminiumfarbig/aluminiumfarbig                       |

### Berufsfeuerwehr sowie Feuerwehrangehörige mit entsprechender Laufbahnausbildung bis zum 30. November 2022
(Quelle: )

#### Mittlerer feuerwehrtechnischer Dienst
| Dienstgrad                                        | Abzeichen                           | Vorausgesetzte Ausbildung oder Dienststellung                                                   | Mützenkordel/Uniformknöpfe      |
| ------------------------------------------------- | ----------------------------------- | ----------------------------------------------------------------------------------------------- | ------------------------------- |
| Oberbrandmeisteranwärter bis zum Laufbahnlehrgang | Brandmeister                        | beamtenrechtliche Ernennung oder vergleichbare Eingruppierung                                   | aluminiumfarbig/aluminiumfarbig |
| Oberbrandmeister (A 8)                            | Brandmeister (A 7)                  | beamtenrechtliche Ernennung bzw. vergleichbare Eingruppierung und Laufbahnlehrgang nach APrO mD | aluminiumfarbig/aluminiumfarbig |
| Hauptbrandmeister (A9)                            | Oberbrandmeister (A 8)              | beamtenrechtliche Ernennung bzw. vergleichbare Eingruppierung                                   | aluminiumfarbig/aluminiumfarbig |
| Erster Hauptbrandmeister (A 10)                   | Hauptbrandmeister (A 9)             | beamtenrechtliche Ernennung bzw. vergleichbare Eingruppierung                                   | aluminiumfarbig/aluminiumfarbig |
| Erster Hauptbrandmeister mit Zulage (A 10Z)       | Hauptbrandmeister mit Zulage, (A 9) | beamtenrechtliche Ernennung bzw. vergleichbare Eingruppierung                                   | aluminiumfarbig/aluminiumfarbig |

#### Gehobener feuerwehrtechnischer Dienst
| Dienstgrad                           | Abzeichen                            | Vorausgesetzte Ausbildung oder Dienststellung                                                                          | Mützenkordel/Uniformknöpfe                           |
| ------------------------------------ | ------------------------------------ | --- | ---------------------------------------------------- |
| Brandoberinspektoranwärter           | Brandinspektoranwärter               | beamtenrechtliche Ernennung oder vergleichbare Eingruppierung                                                          | goldfarbig-aluminiumfarbig gestreift/aluminiumfarbig |
| Brandinspektor (A 9)                 | Brandinspektor (A 9)                 | beamtenrechtliche Ernennung bzw. vergleichbare Eingruppierung und Laufbahnlehrgang nach APrO gD bzw. Aufstieg nach LBG | goldfarbig-aluminiumfarbig gestreift/aluminiumfarbig |
| Brandoberinspektor (A 10)            | Brandoberinspektor (A 10)            | beamtenrechtliche Ernennung bzw. vergleichbare Eingruppierung                                                          | goldfarbig-aluminiumfarbig gestreift/aluminiumfarbig |
| Brandamtmann (A 11)                  | Brandamtmann (A 11)                  | beamtenrechtliche Ernennung bzw. vergleichbare Eingruppierung                                                          | goldfarbig-aluminiumfarbig gestreift/aluminiumfarbig |
| Brandamtsrat (A12)                   | Brandamtsrat (A 12)                  | beamtenrechtliche Ernennung bzw. vergleichbare Eingruppierung                                                          | goldfarbig-aluminiumfarbig gestreift/aluminiumfarbig |
| Brandoberamtsrat (A 13)              | Brandoberamtsrat (A 13)              | beamtenrechtliche Ernennung bzw. vergleichbare Eingruppierung                                                          | goldfarbig-aluminiumfarbig gestreift/aluminiumfarbig |
| Brandoberamtsrat mit Zulage (A 13 Z) | Brandoberamtsrat mit Zulage (A 13 Z) | beamtenrechtliche Ernennung bzw. vergleichbare Eingruppierung                                                          | goldfarbig-aluminiumfarbig gestreift/aluminiumfarbig |

#### Höherer feuerwehrtechnischer Dienst
| Dienstgrad                     | Abzeichen                      | Vorausgesetzte Ausbildung oder Dienststellung                                                                                | Mützenkordel/Uniformknöpfe |
| ------------------------------ | ------------------------------ | --- | -------------------------- |
| Brandreferendar                | Brandreferendar                | beamtenrechtliche Ernennung oder vergleichbare Eingruppierung                                                                | goldfarbig/goldfarbig      |
| Brandrat (A 13)                | Brandrat (A 13)                | beamtenrechtliche Ernennung bzw. vergleichbare Eingruppierung und Brandassessorenprüfung nach APrO hD bzw. Aufstieg nach LBG | goldfarbig/goldfarbig      |
| Oberbrandrat (A 14)            | Oberbrandrat (A 14)            | beamtenrechtliche Ernennung bzw. vergleichbare Eingruppierung                                                                | goldfarbig/goldfarbig      |
| Branddirektor (A 15)           | Branddirektor (A 15)           | beamtenrechtliche Ernennung bzw. vergleichbare Eingruppierung                                                                | goldfarbig/goldfarbig      |
| Leitender Branddirektor (A 16) | Leitender Branddirektor (A 16) | beamtenrechtliche Ernennung bzw. vergleichbare Eingruppierung                                                                | goldfarbig/goldfarbig      |
| Stadtdirektor (A16Z)           | Stadtdirektor (B 2)            | beamtenrechtliche Ernennung bzw. vergleichbare Eingruppierung                                                                | goldfarbig/goldfarbig      |
| Stadtdirektor (B 3)            | Stadtdirektor (B 3)            | beamtenrechtliche Ernennung bzw. vergleichbare Eingruppierung                                                                | goldfarbig/goldfarbig      |

### Berufsfeuerwehr sowie Feuerwehrangehörige mit entsprechender Laufbahnausbildung ab dem 1. Dezember 2022
(Quelle: )

#### Mittlerer feuerwehrtechnischer Dienst
| Dienstgrad                                        | Abzeichen                           | Vorausgesetzte Ausbildung oder Dienststellung                                                   | Mützenkordel/Uniformknöpfe      |
| ------------------------------------------------- | ----------------------------------- | ----------------------------------------------------------------------------------------------- | ------------------------------- |
| Oberbrandmeisteranwärter/-in (Anwärterbezüge A 8) | Brandmeisteranwärter                | beamtenrechtliche Ernennung oder vergleichbare Eingruppierung                                   | aluminiumfarbig/aluminiumfarbig |
| Oberbrandmeister/-in (A 8)                        | Brandmeister (A7)                   | beamtenrechtliche Ernennung bzw. vergleichbare Eingruppierung und Laufbahnlehrgang nach APrO mD | aluminiumfarbig/aluminiumfarbig |
| Hauptbrandmeister/-in (A 9)                       | Oberbrandmeister (A 8)              | beamtenrechtliche Ernennung bzw. vergleichbare Eingruppierung                                   | aluminiumfarbig/aluminiumfarbig |
| Erste/r Hauptbrandmeister/-in (A 10)              | Hauptbrandmeister (A 9)             | beamtenrechtliche Ernennung bzw. vergleichbare Eingruppierung                                   | aluminiumfarbig/aluminiumfarbig |
| Erste/r Hauptbrandmeister/-in mit Zulage (A 10Z)  | Hauptbrandmeister mit Zulage, (A 9) | beamtenrechtliche Ernennung bzw. vergleichbare Eingruppierung                                   | aluminiumfarbig/aluminiumfarbig |

#### Gehobener feuerwehrtechnischer Dienst
| Dienstgrad | Abzeichen                            | Vorausgesetzte Ausbildung oder Dienststellung | Mützenkordel/Uniformknöpfe                           |
| --- | ------------------------------------ | --- | ---------------------------------------------------- |
| Brandamtfrauanwärterin / Brandamtmannanwärter (Anwärterbezüge A11)                                                                                     | Brandinspektoranwärter               | beamtenrechtliche Ernennung oder vergleichbare Eingruppierung                                                                                      | goldfarbig-aluminiumfarbig gestreift/aluminiumfarbig |
| Brandoberinspektor/-in (A 10), Stadtbrandoberinspektor/-in oder feuerwehrtechnische Beschäftigte in der Entgeltgruppe 10 nach Teilnahme am B4-Lehrgang | Brandoberinspektor (A 10)            | beamtenrechtliche Ernennung bzw. vergleichbare Eingruppierung und Laufbahnlehrgang nach APrO gD bzw. Aufstieg nach LBG                             | goldfarbig-aluminiumfarbig gestreift/aluminiumfarbig |
| Brandamtfrau/-mann (A 11), Stadtbrandamtfrau/-mann oder feuerwehrtechnische Beschäftigte in der Entgeltgruppe 11 nach Teilnahme am B4-Lehrgang         | Brandamtmann (A 11)                  | beamtenrechtliche Ernennung bzw. vergleichbare Eingruppierung und Laufbahnlehrgang nach APrO gD (Eingangsamt mit abgeschlossenem Bachelor-Studium) | goldfarbig-aluminiumfarbig gestreift/aluminiumfarbig |
| Amtsrätin/-rat (A 12), Stadtbrandamtsrätin/-rat oder feuerwehrtechnische Beschäftigte in der Entgeltgruppe 12                                          | Brandamtsrat (A12)                   | beamtenrechtliche Ernennung bzw. vergleichbare Eingruppierung                                                                                      | goldfarbig-aluminiumfarbig gestreift/aluminiumfarbig |
| Oberamtsrätin/-rat (A 13), Stadtbrandoberamtsrätin/-rat oder feuerwehrtechnische Beschäftigte in der Entgeltgruppe 13                                  | Brandoberamtsrat (A 13)              | beamtenrechtliche Ernennung bzw. vergleichbare Eingruppierung                                                                                      | goldfarbig-aluminiumfarbig gestreift/aluminiumfarbig |
| Oberamtsrätin/-rat mit Zulage (A 13 Z), Stadtbrandoberamtsrätin/-rat mit Zulage                                                                        | Brandoberamtsrat mit Zulage (A 13 Z) | beamtenrechtliche Ernennung bzw. vergleichbare Eingruppierung                                                                                      | goldfarbig-aluminiumfarbig gestreift/aluminiumfarbig |

#### Höherer feuerwehrtechnischer Dienst
| Dienstgrad | Abzeichen                      | Vorausgesetzte Ausbildung oder Dienststellung                                                                                | Mützenkordel/Uniformknöpfe |
| --- | ------------------------------ | --- | -------------------------- |
| Brandreferendar/-in (Anwärterbezüge A13)                                                                                                 | Brandreferendar                | beamtenrechtliche Ernennung oder vergleichbare Eingruppierung                                                                | goldfarbig/goldfarbig      |
| Brandrätin/-rat (A 13), Stadtbrandrätin/-rat oder feuerwehrtechnische Beschäftigte in der Entgeltgruppe 13 nach Teilnahme am B6-Lehrgang | Brandrat (A 13)                | beamtenrechtliche Ernennung bzw. vergleichbare Eingruppierung und Brandassessorenprüfung nach APrO hD bzw. Aufstieg nach LBG | goldfarbig/goldfarbig      |
| Oberbrandrätin/-rat (A 14), Stadtoberbrandrätin/-rat oder feuerwehrtechnische Beschäftigte in der Entgeltgruppe 14                       | Oberbrandrat (A 14)            | beamtenrechtliche Ernennung bzw. vergleichbare Eingruppierung                                                                | goldfarbig/goldfarbig      |
| Branddirektor/-in (A 15), Stadtbranddirektor/-in oder feuerwehrtechnische Beschäftigte in der Entgeltgruppe 15                           | Branddirektor (A 15)           | beamtenrechtliche Ernennung bzw. vergleichbare Eingruppierung                                                                | goldfarbig/goldfarbig      |
| Leitende/r Branddirektor/-in (A 16), Leitende/r Stadtbranddirektor/-in                                                                   | Leitender Branddirektor (A 16) | beamtenrechtliche Ernennung bzw. vergleichbare Eingruppierung                                                                | goldfarbig/goldfarbig      |
| Stadtdirektor/-in (B2) | Stadtdirektor (B 3)            | beamtenrechtliche Ernennung bzw. vergleichbare Eingruppierung                                                                | goldfarbig/goldfarbig      |
| Stadtdirektor/-in (B3 und B4) | Stadtdirektor (B 4)            | beamtenrechtliche Ernennung bzw. vergleichbare Eingruppierung                                                                | goldfarbig/goldfarbig      |

### Dienststellungen und Aufsichtsbeamte
| Dienststellung                                                       | Abzeichen nach VwV vom 27. September 2022 | Abzeichen nach VwV vom 1. Oktober 2013 | Abzeichen nach alter Empfehlung | Mützenkordel/Uniformknöpfe                                    |
| -------------------------------------------------------------------- | ----------------------------------------- | -------------------------------------- | ------------------------------- | ------------------------------------------------------------- |
| Stellv. Abteilungskommandant/-in (als HLM)                           | Stellv. Abteilungskommandant (als HLM)    | Stellv. Abteilungskommandant (als HLM) | Keine Entsprechung              | aluminiumfarbig-karmesinrot gestreift/aluminiumfarbig         |
| Abteilungskommandant/-in / Stellv. Feuerwehrkommandant/-in (als OBM) | Stellv. Feuerwehrkommandant               | Stellv. Feuerwehrkommandant            | Abteilungskommandant            | aluminiumfarbig/aluminiumfarbig                               |
| Feuerwehrkommandant/-in (als Ltd. HBM bzw. HBM)                      | Feuerwehrkommandant (als Ltd. HBM)        | Feuerwehrkommandant (als Ltd. HBM)     | Feuerwehrkommandant             | aluminiumfarbig/aluminiumfarbig                               |
| Feuerwehrkommandant/-in (als BrOAR mZ)                               | Feuerwehrkommandant (als BrOAR mZ)        | Feuerwehrkommandant (als BrOAR mZ)     | Keine Entsprechung              | goldfarbig-aluminiumfarbig gestreift/aluminiumfarbig          |
| Stellv. Feuerwehrkommandant/-in (als BrD)                            | Stellv. Feuerwehrkommandant (als BrD)     | Stellv. Feuerwehrkommandant (als BrD)  | Keine Entsprechung              | goldfarbig/goldfarbig                                         |
| Feuerwehrkommandant/-in (als Ltd. BrD)                               | Feuerwehrkommandant (als Ltd. BrD)        | Feuerwehrkommandant (als Ltd. BrD)     | Keine Entsprechung              | goldfarbig/goldfarbig                                         |
| Stellv. Kreisbrandmeister/-in                                        | Stellv. Kreisbrandmeister                 | Stellv. Kreisbrandmeister              | Keine Entsprechung              | silbernes Signet, silberne Mützenkordel, goldene Mützenknöpfe |
| Kreisbrandmeister/-in                                                | Kreisbrandmeister                         | Kreisbrandmeister                      | Kreisbrandmeister               | goldfarbig/goldfarbig                                         |
| Stellvertretende/r Leiter/-in der Landesfeuerwehrschule              | Stellv. Leiter LFS                        | Stellv. Leiter LFS (als BrD)           |                                 | goldfarbig/goldfarbig                                         |
| Leiter/-in der Landesfeuerwehrschule                                 | Leiter LFS                                | Leiter LFS                             | Leiter LFS                      | goldfarbig/goldfarbig                                         |
| Bezirksbrandmeister/-in                                              | Bezirksbrandmeister                       | Bezirksbrandmeister                    | Bezirksbrandmeister             | goldfarbig/goldfarbig                                         |
| Landesbranddirektor/-in                                              | Landesbranddirektor                       | Landesbranddirektor                    | Landesbranddirektor             | goldfarbig/goldfarbig                                         |

### Funktionen der Kreis- und Stadtfeuerwehrverbände und des Landesfeuerwehrverbandes Baden-Württemberg ab 1. Oktober 2022
(Quelle: )

#### Kreis- und Stadtfeuerwehrverbände
| Funktion                                               | Funktionsabzeichen                         | Ärmelabzeichen Uniformknöpfe                                                                                      | Schirmmütze                             | Voraussetzungen |
| ------------------------------------------------------ | ------------------------------------------ | --- | --------------------------------------- | --------------- |
| Kreisfeuerwehrverbandsvorsitzende/r                    | Kreisfeuerwehrverbandsvorsitzender         | Goldene Schrift „Kreis- /Stadtfeuerwehrverband“ und Umrandung, Wappen des Landkreises/der Stadt, goldene Knöpfe   | goldenes Signet, goldene Mützenkordel   | Funktionsträger |
| Stellvertretende/r Kreisfeuerwehrverbandsvorsitzende/r | Stellv. Kreisfeuerwehrverbandsvorsitzender | Silberne Schrift „Kreis- /Stadtfeuerwehrverband“ und Umrandung, Wappen des Landkreises/der Stadt, Silberne Knöpfe | silbernes Signet, silberne Mützenkordel | Funktionsträger |
| Mitglied im Kreisfeuerwehrverbandsvorstand             | Mitglied im Kreisfeuerwehrverbandsvorstand | Silberne Schrift „Kreis- /Stadtfeuerwehrverband“ und Umrandung, Wappen des Landkreises/der Stadt, Silberne Knöpfe | silbernes Signet, silberne Mützenkordel | Funktionsträger |
| Kreisjugendfeuerwehrwart/-in                           | Kreisjugendfeuerwehrwart                   | Silberne Schrift „Kreis- /Stadtfeuerwehrverband“ und Umrandung, Wappen des Landkreises/der Stadt, Silberne Knöpfe | silbernes Signet, silberne Mützenkordel | Funktionsträger |
| Stellvertretende/r Kreisjugendfeuerwehrwart/in         | Stellv. Kreisjugendfeuerwehrwart           | Silberne Schrift „Kreis- /Stadtfeuerwehrverband“ und Umrandung, Wappen des Landkreises/der Stadt, Silberne Knöpfe | silbernes Signet, silberne Mützenkordel | Funktionsträger |
| Kreisstabführer/-in                                    | Kreisstabführer                            | Silberne Schrift „Kreis- /Stadtfeuerwehrverband“ und Umrandung, Wappen des Landkreises/der Stadt, Silberne Knöpfe | silbernes Signet, silberne Mützenkordel | Funktionsträger |

#### Landesfeuerwehrverband
| Funktion                                                                                            | Funktionsabzeichen | Ärmelabzeichen Uniformknöpfe                                                                   | Schirmmütze                             | Voraussetzungen |
| --------------------------------------------------------------------------------------------------- | --- | ---------------------------------------------------------------------------------------------- | --------------------------------------- | --------------- |
| Mitglied im AK Musik des LFV                                                                        | Mitglied im AK Musik des LFV | silberne Schrift „Landesfeuerwehrverband“ und Umrandung, kleines Landeswappen, silberne Knöpfe | silbernes Signet, silberne Mützenkordel | Funktionsträger |
| Landesstabführer/in                                                                                 | Landesstabführer | goldene Schrift „Landesfeuerwehrverband“ und Umrandung, kleines Landeswappen, goldene Knöpfe   | goldenes Signet, goldene Mützenkordel   | Funktionsträger |
| Bezirksstabführer/in                                                                                | Bezirksstabführer | goldene Schrift „Landesfeuerwehrverband“ und Umrandung, kleines Landeswappen, goldene Knöpfe   | goldenes Signet, goldene Mützenkordel   | Funktionsträger |
| Landesjugendleiter/in                                                                               | Landesjugendleiter | goldene Schrift „Landesfeuerwehrverband“ und Umrandung, kleines Landeswappen, goldene Knöpfe   | goldenes Signet, goldene Mützenkordel   | Funktionsträger |
| Stellvertretende/r Landesjugendleiter/-in                                                           | Stellv. Landesjugendleiter | goldene Schrift „Landesfeuerwehrverband“ und Umrandung, kleines Landeswappen, goldene Knöpfe   | goldenes Signet, goldene Mützenkordel   | Funktionsträger |
| Präsident/-in des Landesfeuerwehrverbandes                                                          | Präsident des Landesfeuerwehrverbandes | goldene Schrift „Landesfeuerwehrverband“ und Umrandung, kleines Landeswappen, goldene Knöpfe   | goldenes Signet, goldene Mützenkordel   | Funktionsträger |
| Vizepräsident/-in des Landesfeuerwehrverbandes als ständige/r Vertreter/-in des/der Präsidenten/-in | Vizepräsident des Landesfeuerwehrverbandes als ständiger Vertreter des Präsidenten                                                                               | goldene Schrift „Landesfeuerwehrverband“ und Umrandung, kleines Landeswappen, goldene Knöpfe   | goldenes Signet, goldene Mützenkordel   | Funktionsträger |
| Vizepräsident/-in des Landesfeuerwehrverbandes                                                      | Vizepräsident des Landesfeuerwehrverbandes | goldene Schrift „Landesfeuerwehrverband“ und Umrandung, kleines Landeswappen, goldene Knöpfe   | goldenes Signet, goldene Mützenkordel   | Funktionsträger |
| Mitglied im Landesfeuerwehrverbandsvorstand                                                         | Mitglied im Landesfeuerwehrverbandsvorstand (Fachgebietsleiter des Landesfeuerwehrverbands können alternativ die eingeführten Fachberatersymbole in Gold führen) | goldene Schrift „Landesfeuerwehrverband“ und Umrandung, kleines Landeswappen, goldene Knöpfe   | goldenes Signet, goldene Mützenkordel   | Funktionsträger |
| Geschäftsführer/-in des Landesfeuerwehrverbandes                                                    | Geschäftsführer des Landesfeuerwehrverbandes | goldene Schrift „Landesfeuerwehrverband“ und Umrandung, kleines Landeswappen, goldene Knöpfe   | goldenes Signet, goldene Mützenkordel   | Funktionsträger |
| Landesfeuerwehrarzt/-ärztin                                                                         | Landesfeuerwehrarzt | goldene Schrift „Landesfeuerwehrverband“ und Umrandung, kleines Landeswappen, goldene Knöpfe   | goldenes Signet, goldene Mützenkordel   | Funktionsträger |
| Mitarbeiter/-in Landesgeschäftsstelle                                                               | Mitarbeiter Landesgeschäftsstelle | silberne Schrift „Landesfeuerwehrverband“ und Umrandung, kleines Landeswappen, silberne Knöpfe | silbernes Signet, silberne Mützenkordel | Funktionsträger |